# Ichthyaetus
Ichthyaetus je rod galebova. Ime roda potječe od starogrčkog ikhthus, "riba" i aetos, "orao". Prethodno su bili uključeni u rod Larus.

## Vrste
- crvenomorski galeb, Ichthyaetus leucophthalmus
- Tamnoprsi galeb, Ichthyaetus hemprichii
- Veliki crnoglavi galeb, Ichthyaetus ichthyaetus
- Sredozemni galeb, Ichthyaetus audouinii
- Crnoglavi galeb, Ichthyaetus melanocephalus
- mongolski galeb, Ichthyaetus relictus